# Cité canoniale de Rouen
La cité canoniale est un quartier canonial qui fait partie avec l'archevêché d'un ensemble archiépiscopal, se trouvant au nord de la cathédrale de Rouen. Au nord-ouest se trouve la cour d'Albane et ses bâtiments canoniaux. C'est au nord de la cathédrale que se trouve la cour des Libraires qui sert de liaison entre la rue Saint-Romain et le portail des Libraires donnant accès au transept.

## La cité canoniale

### La cour des Libraires
En vue de la construction d'un portail au nord du transept de la cathédrale, l'archevêque cède un terrain au chapitre, évènement rapporté dans une charte par le doyen du chapitre Philippe d'Imbleville daté du Jeudi Saint 1281.
La cour, délimitée par la cathédrale au sud et la rue Saint-Romain au nord, est encadrée par les bâtiments du chapitre à l'ouest et l'archevêché à l'est.
La réalisation de la cour et d'un portail nord pour la cathédrale a provoqué la démolition de la chapelle Sainte-Marie,. Il subsiste de cette chapelle deux vestiges : son portail intégré au cloître et l'abside dans la cour de la Maîtrise. Le portail des Libraires est réalisé par Jean Davy. Au XVe siècle, le manoir archiépiscopal borde la cour à l'est tandis que la boulangerie et la maison du four du chapitre la bordent à l'ouest.
En 1424, la construction d'une bibliothèque est envisagée au-dessus du cellier du chapitre. Les travaux sont achevés en 1428. Une deuxième campagne de travaux entreprise par Guillaume Pontifs aura lieu en 1477 ou en 1479.
La cour semble être close depuis longtemps. En effet, dans le premier compte de la fabrique conservé en 1383, il est fait mention d'une « chambre au-dessus de la porte », au pied de laquelle se trouvait une échoppe ou un étal. Le 13 septembre 1481, le chapitre examine l'endroit où ériger un avant-portail à la place du précédent édifice. Guillaume Pontifs est désigné pour sa réalisation. Il est achevé en 1484 ou en 1485 et décoré de statues.
La cour, bordée d'échoppes, est à l'origine occupée par des boursiers, d'où le nom de portail des Boursiers (portalum Bursariorum). Ils se trouvent remplacés par des libraires, écrivains, enlumineurs ou relieurs de livres. Les comptes de la fabrique change l’appellation de la cour en 1458, et en 1475 ou en 1476 apparaît le « portail des Libraires ».
De 1850 à 1857, l'avant-portail en mauvais état est restauré. Les statues déposées ne sont pas replacées.

### Cour d'Albane et bâtiments canoniaux
Située au nord de la cathédrale, la cour d'Albane abrite le cloître inachevé du chapitre de la cathédrale, les communs des chanoines et la maison de l'œuvre.
Les bâtiments pour l'usage des chanoines ont été construits à la fin du XIIIe siècle. Quand le projet de construction est abandonné vers 1270-1280 au profit de la réalisation du portail des Libraires, le cloître est achevé. La construction des ailes nord et sud est engagée. La mort de l'archevêque Eudes Rigaud semble marquer la fin du chantier. Les divers bâtiments abritaient, en plus du cloître, la salle capitulaire, un cellier, un four à pain et la bibliothèque des chanoines.
Quartier canonial, la cour est au cours du XIXe siècle dégagée des diverses constructions, afin de dégager la vue sur la cathédrale : la prison capitulaire, la « loge aux chiens », la tour de la Trésorerie édifiée sous Louis XIII (détruite en 1865), le cimetière des clercs et la Maîtrise Saint-Évode,. La maison de l'Œuvre dite la « Vieille Maison » est la dernière des maisons canoniales qui bordaient la cour d'Albane. Les fouilles de 1985 ont également mis au jour les fondations des murs de la basilique nord qui formait une partie du groupe cathédral paléo-chrétien.
Les grandes baies du rez-de-chaussée du cloître, fermées au XIXe siècle, sont restaurées par l'architecte Louis Sauvageot, en 1886. Les remplages qui ferment le cloître ont été inventés au XIXe siècle pour aménager ce cloître ouvert à claire-voie en sacristie paroissiale. La cour, devenue terrain vague est utilisée pour les besoins du chantier de restauration de la cathédrale.

### Le jardin d'Albane
En 1912, la cour d'Albane devient un jardin. Fermé en 1999, des travaux sont engagés pour la création de jardins ouverts au public. Débutés en septembre 2010, les travaux doivent s'achever en novembre 2011, pour une inauguration début 2012. Ils se divisent en deux parties: les jardins hauts, divisés en petits jardins à thème et occupant l'emplacement des anciennes maisons canoniales, ouverts au public depuis la rue Saint-Romain et la rue Georges-Lanfry. Les jardins bas, qui occupent l'espace du cloître, ne seront accessibles que depuis le musée de l'Œuvre. Le coût de ce projet est de 1 650 000 euros.

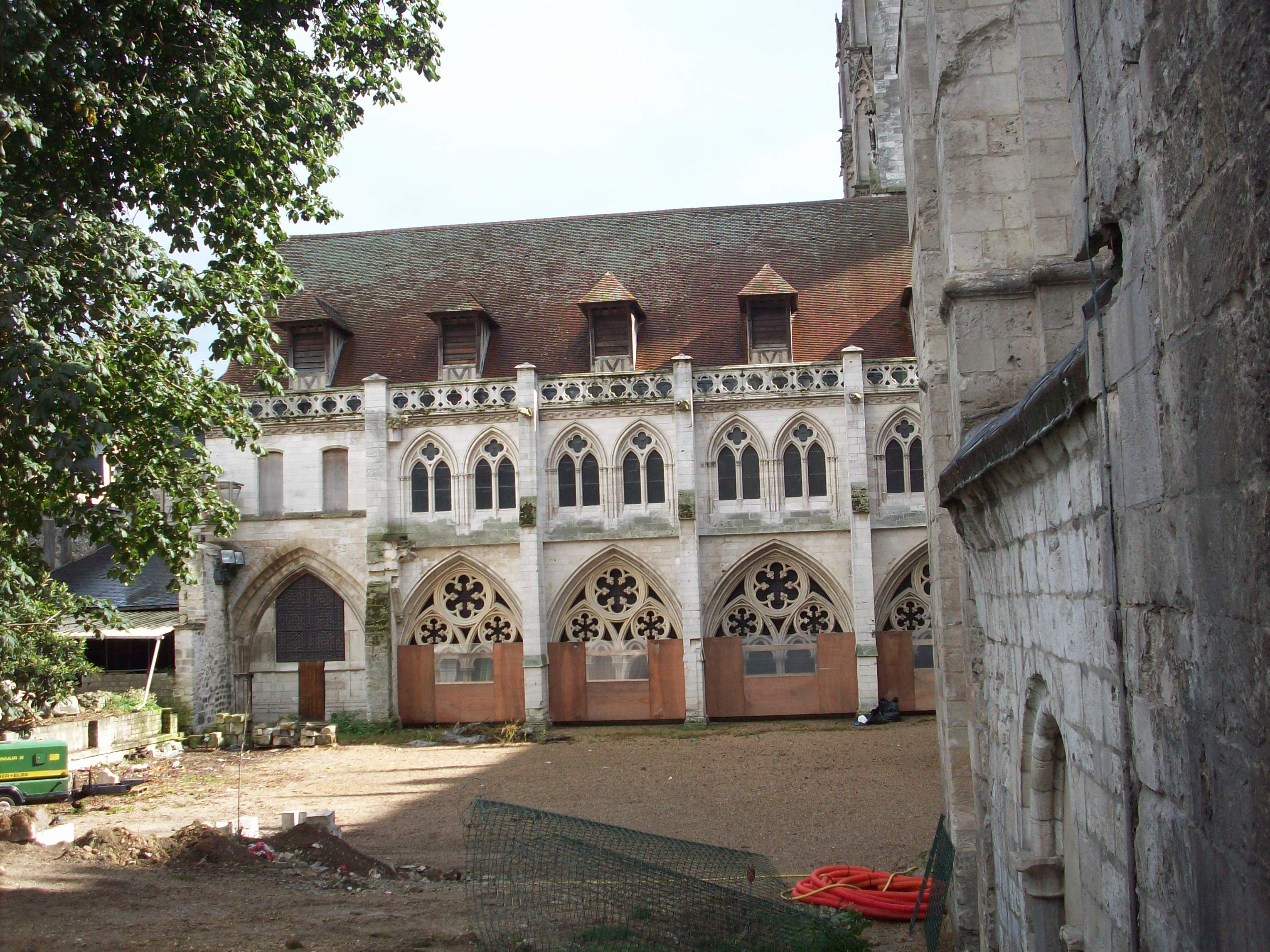
Vue du jardin avant les travaux et du cloître des chanoines.
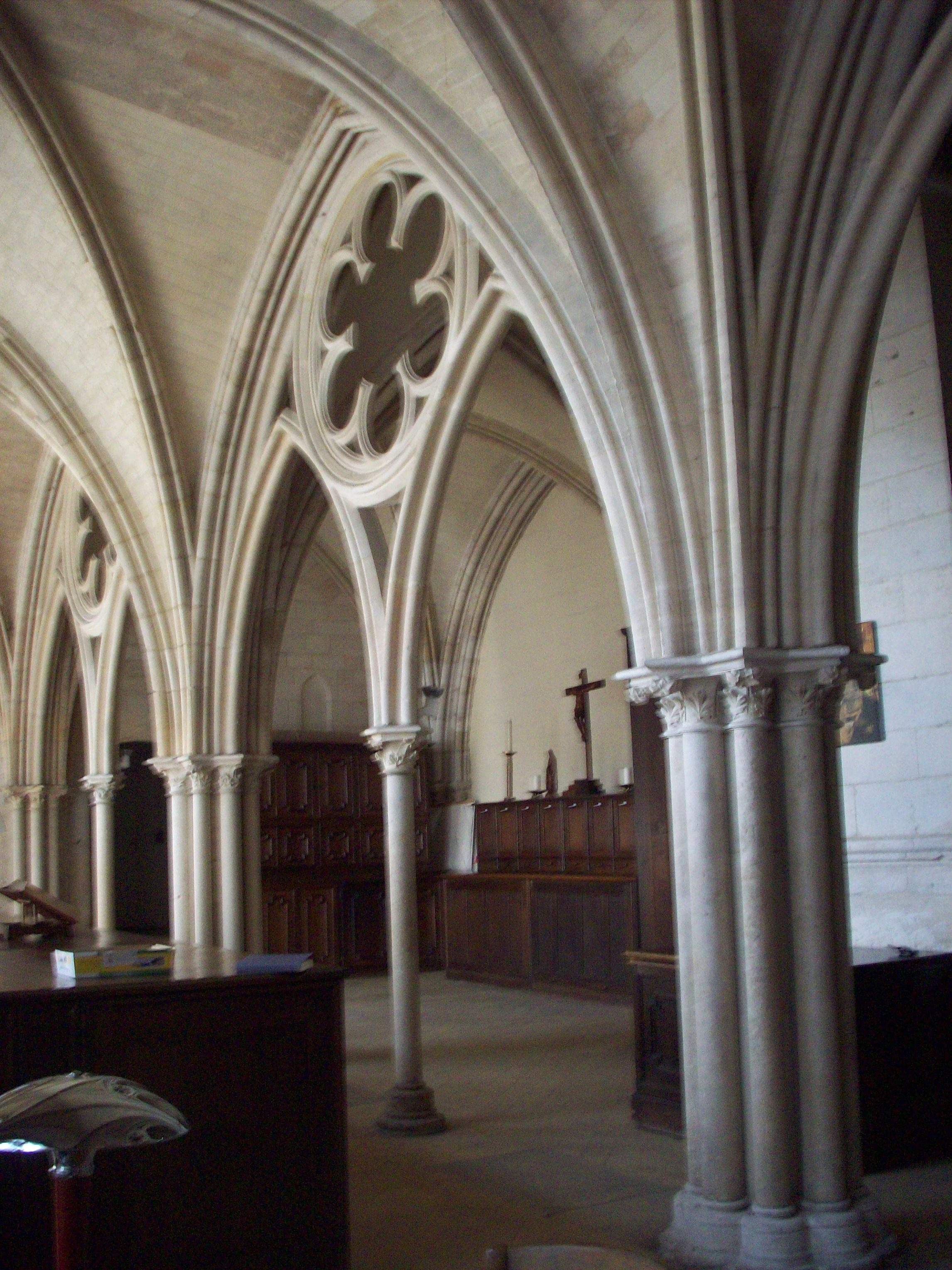
Travées doubles du cloître, de la fin du XIIIe siècle.
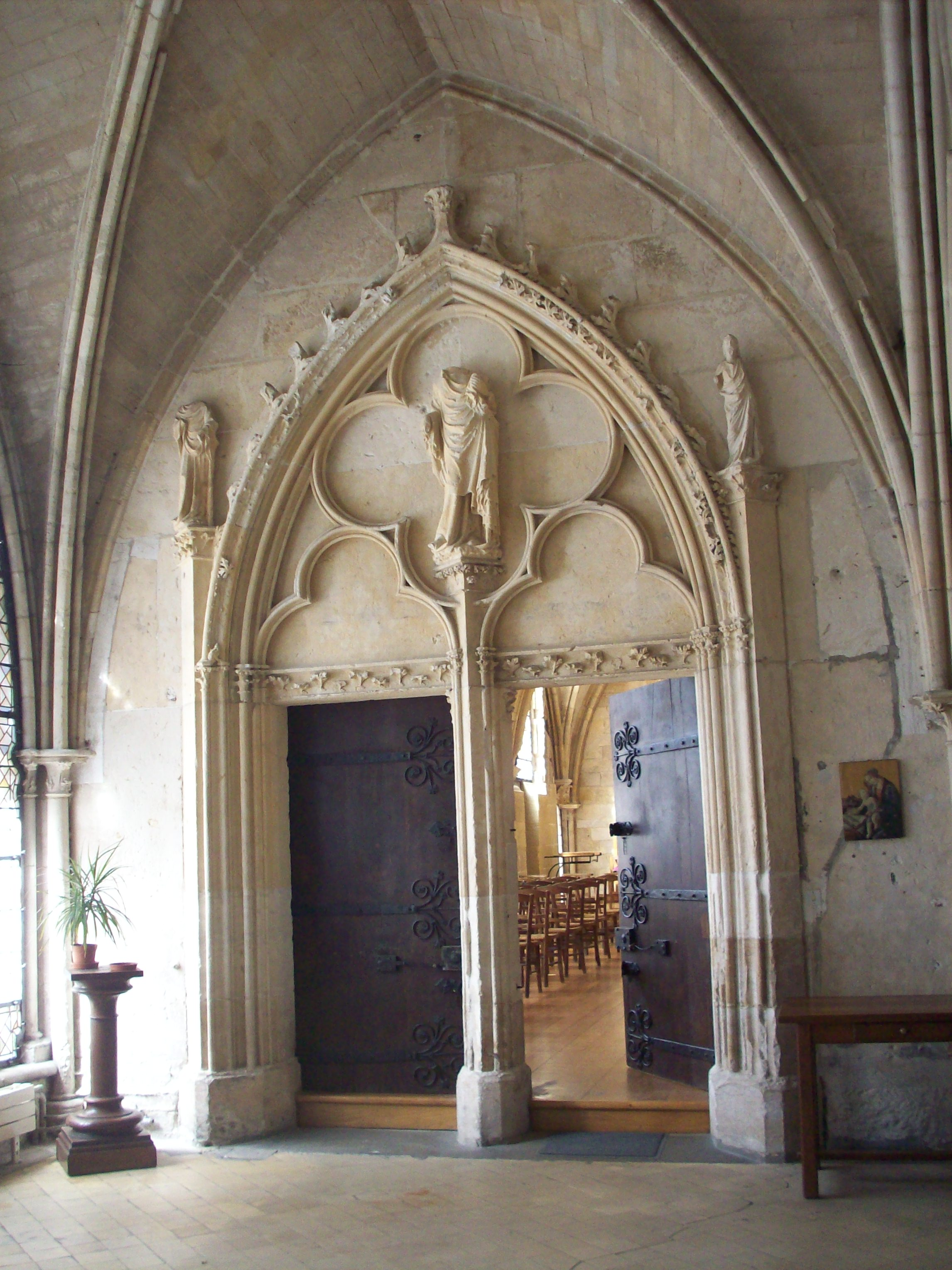
Portail de la chapelle d'hiver du cloître, ancienne salle capitulaire.
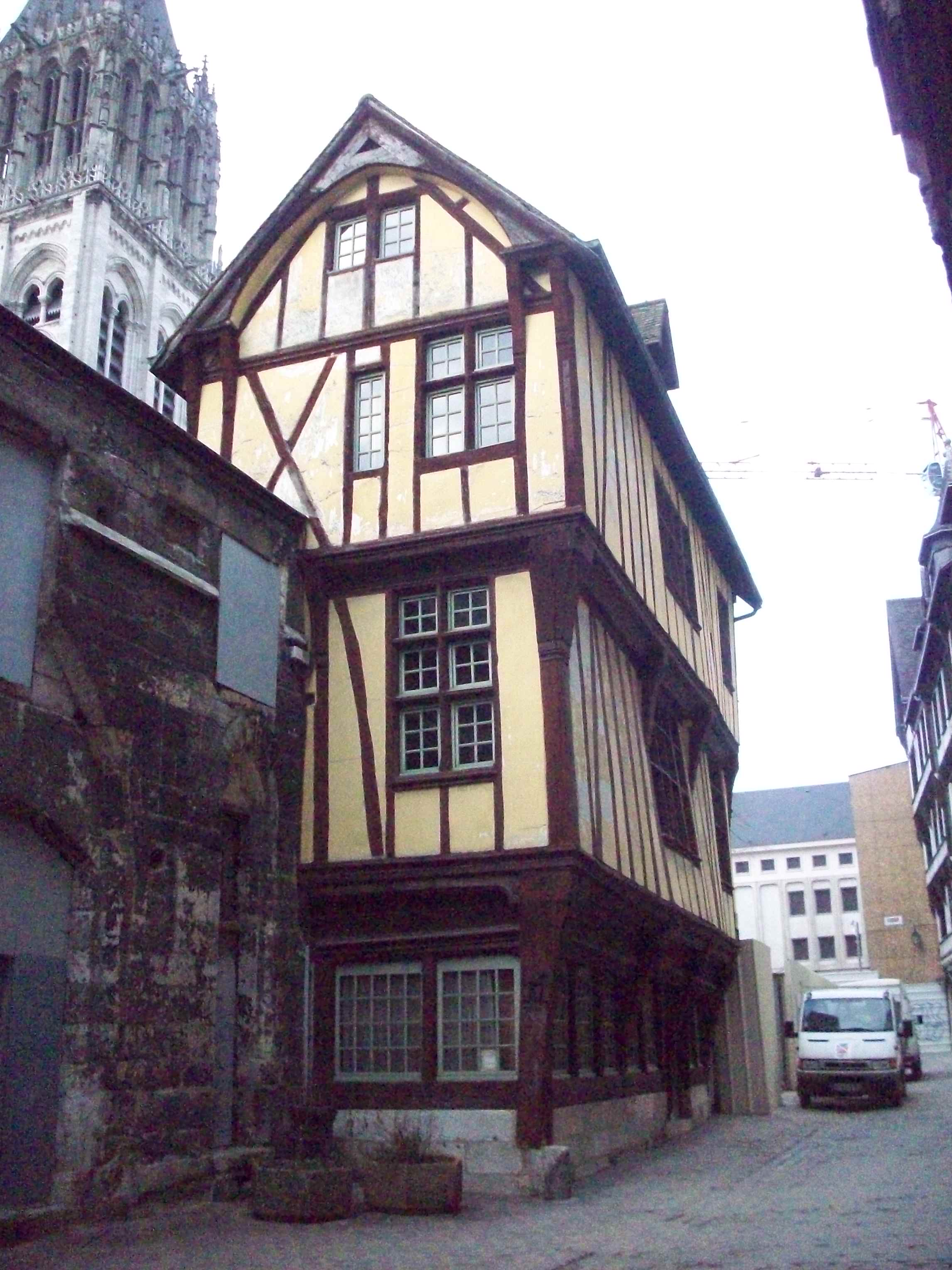
Maison de l'œuvre sur la rue Saint-Romain, dernière maison canoniale.

## Protections
Cet ensemble fait l'objet de plusieurs protections successives au titre des monuments historiques : la maison de l'Œuvre, située rue Saint-Romain fait l'objet d'un classement par arrêté du 17 novembre 1927. Enfin, après une inscription en 1992, la totalité des vestiges de l'ensemble archiépiscopal et des édifices ayant existé à cet emplacement, font l'objet d'un classement par arrêté du 10 mai 1995. L'ensemble est inclus dans le secteur sauvegardé de Rouen.